# Schwalm-Eder-Kreis
Schwalm-Eder-Kreis är ett distrikt (Landkreis) i norra delen av det tyska förbundslandet Hessen.

## Administrativ indelning
Följande städer och kommuner ligger i Schwalm-Eder-Kreis (invånarantal 2013):
| Städer 1. Borken (Hessen) (12.550) 2. Felsberg (10.659) 3. Fritzlar (14.361) 4. Gudensberg (9.296) 5. Homberg (Efze) (13.850) 6. Melsungen (13.309) 7. Neukirchen (7.207) 8. Niedenstein (5.179) 9. Schwalmstadt (18.035) 10. Schwarzenborn (1.194) 11. Spangenberg (6.081) | Kommuner 1. Bad Zwesten (3.856) 2. Edermünde (7.287) 3. Frielendorf (7.345) 4. Gilserberg (3.113) 5. Guxhagen (5.215) 6. Jesberg (2.391) 7. Knüllwald (4.444) 8. Körle (2.904) 9. Malsfeld (3.883) 10. Morschen (3.395) 11. Neuental (3.341) 12. Oberaula (3.332) 13. Ottrau (2.429) 14. Schrecksbach (3.330) 15. Wabern (7.185) 16. Willingshausen (5.287) |

## Referenser

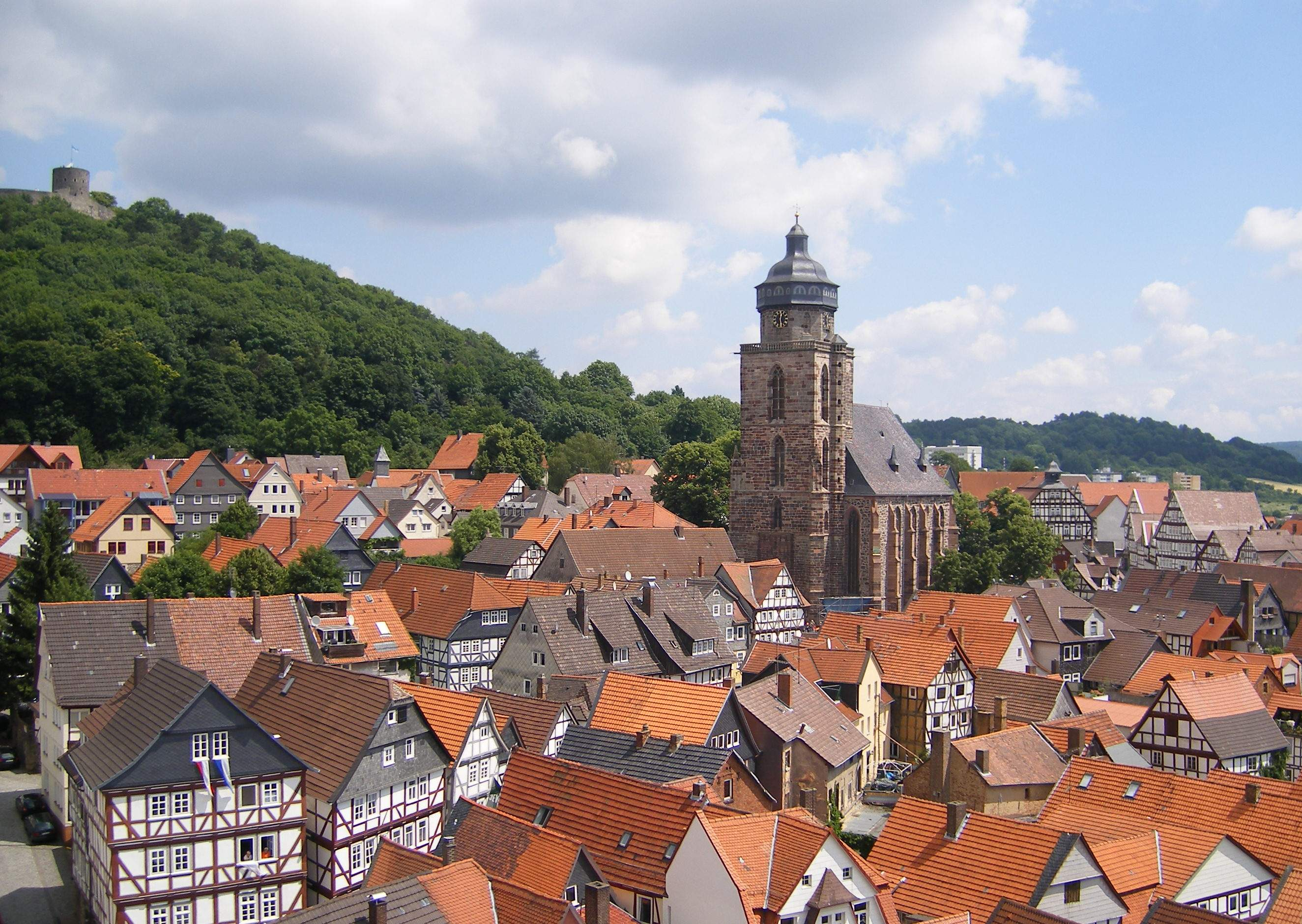
Homberg (Efze)